# اندیس هنزا۱
هنزا۱ یک اندیس فلزی است که در حوالی شهر ساردوئیه استان کرمان قرار دارد و مادهٔ معدنی موجود در آن، مس است.  